# God Module
God Module es una banda estadounidense de aggrotech y electro-industrial formada en la ciudad de Orlando en 1999 y trasladada posteriormente al estado de Washington en 2006.
Los miembros fundadores de la banda fueron Jasyn Bangert y Andrew Ramirez. Este último ya no es parte de la formación original.

## Historia
En 1999 Jasyn Bangert comenzó a crear música electrónica bajo el nombre de God Module. Después de haber enviado dos demos a diversas compañías discográficas, cierran trato con Inception Records. En el año 2000 sale a la venta su álbum debut Artificial editado en Norteamérica y posteriormente en Europa bajo el sello alemán Trisol Music Group.
Después de ser lanzado su primer disco, God Module abandona Inception Records y al poco tiempo Ramirez deja la banda.
Su siguiente trabajo fue un EP, publicado en 2002 bajo el nombre de Perception. Es editado en Sector 9 Studios y en el sello europeo Out Of Line Music simultáneamente.

## Segundo álbum
En 2003 la banda lanza a la venta su segundo álbum, titulado Empath. Este nuevo trabajo de God Module hace a un lado la temática vinculada a la ciencia ficción y se enfoca en un área más personal. En ese mismo año hacen su debut europeo en el GothAM Festival en Ámsterdam seguido de otros espectáculos en el Wave-Gotik-Treffen en Leipzig (Alemania) y el Infest Festival en el Reino Unido. 

##### Reedición
En 2004 reeditan su álbum debut bajo un nuevo nombre, Artificial 2.0 y lanzan un EP llamado Victims Among Friends. En ese mismo año tocan en el Out Of Line Electro Festival de Alemania junto a Hocico, Icon of Coil, System Syn y Spetsnaz. Dicho festival fue grabado en vivo y editado en formato DVD para la venta a través de Metropolis Records y Out Of Line Music.

## Tercer álbum
En octubre de 2005 sale a la luz un nuevo trabajo del grupo titulado Viscera. Once son los temas que conforman esta nueva entrega (17 en la edición limitada). Contiene una versión del tema A night like this de The Cure; versión plagada de sintetizadores con ciertas bases de los años 80 lo cual le da un estilo new wave que lo hace destacar, en cierto modo, del resto de los temas del disco.

## Cuarto álbum
El último trabajo de la banda, titulado Let´s Go Dark, fue editado a principios de 2006 y la temática musical del disco sigue enfocada en los mismos aspectos que trabajos anteriores (películas de horror, fenómenos paranormales, amor, pérdida, fin del mundo). Canciones como Spooky connotan un lado más oscuro de la banda y asimismo ratifican su particular preferencia por el horror.

## Discografía
- Artificial (1999).
- Empath (2003).
- Artificial 2.0 (2004).
- Victims Among Friends (EP) (2004).
- Viscera (2005).
- Let's Go Dark (2006).
- The Magic In My Heart Is Dead (2010).
- Seance (2011).
- False Face (2014).